# Associazione Calcio Bolzano 1949-1950
Questa voce raccoglie le informazioni riguardanti l'Associazione Calcio Bolzano nelle competizioni ufficiali della stagione 1949-1950.

## Rosa
| N. |                   | Ruolo | Calciatore           |
| -- | ----------------- | ----- | -------------------- |
|    | Italia (bandiera) | C     | F. Bertolani         |
|    | Italia (bandiera) | D     | Carlo Bettin         |
|    | Italia (bandiera) | C     | Gioacchino Bettini   |
|    | Italia (bandiera) | A     | D. Bonacini          |
|    | Italia (bandiera) | D     | Camozzi              |
|    | Italia (bandiera) | D     | Alessandro Codeluppi |
|    | Italia (bandiera) | A     | B. Ferrigato         |
|    | Italia (bandiera) | P     | Formentini           |
|    | Italia (bandiera) | A     | Manafra              |

| N. |                   | Ruolo | Calciatore |
| -- | ----------------- | ----- | ---------- |
|    | Italia (bandiera) | A     | I. Negri   |
|    | Italia (bandiera) | C     | Pantozzi   |
|    | Italia (bandiera) | D     | A. Payer   |
|    | Italia (bandiera) | A     | V. Pezzin  |
|    | Italia (bandiera) | A     | Sensoni    |
|    | Italia (bandiera) | D     | Violi      |
|    | Italia (bandiera) | A     | Vucetich   |